# Албогазио
Албогазио (итал. Albogasio) је насеље у Италији у округу Комо, региону Ломбардија.
Према процени из 2011. у насељу је живело 396 становника. Насеље се налази на надморској висини од 361 м.